# Babak Anvari
Babak Anvari (persa: بابک انوری; nascut el 1982 o 1983) és un cineasta britànic d’origen iranià. És conegut sobretot per dirigir pel·lícules de terror com Under the Shadow (2016) i Wounds (2019).

## Primers anys
Anvari va créixer a Teheran, Iran, amb el seu germà gran en el moment de la Guerra Iran-Iraq i la Revolució Cultural Iraniana. El 2016 va dir: "Tots dos hem crescut amb terrors nocturns, tenim por de quedar-nos sols, d'estar massa temps a les fosques."

## Carrera professional
El 2016, Anvari va fer el seu debut com a director amb la pel·lícula de terror Under the Shadow. Va ser presentada pel Regne Unit per una nominació als Oscar. La pel·lícula va ser nominada a sis Premis British Independent Film i en va guanyar tres, i va guanyar el BAFTA al millor director, guionista o productor britànic novell.
El 2019, es va estrenar la segona pel·lícula d'Anvari Wounds, una pel·lícula de terror basada en la novel·la The Visible Filth de Nathan Ballingrud. El repartiment inclou Armie Hammer, Dakota Johnson i Zazie Beetz, i es va projectar al Festival de Cinema de Sundance.
Anvari va ser anunciat com a director d'una propera pel·lícula Cloverfield el setembre de 2022. El novembre de 2023, la pel·lícula d'Anvari Hallow Road va començar la producció. El repartiment de la pel·lícula inclou Rosamund Pike i Matthew Rhys.

## Vida personal
Anvari viu a Londres.
El 2022, Anvari va participar en les enquestes de pel·lícules Sight & Sound d'aquell any. Les seleccions d'Anvari van ser Encontres a la tercera fase, El retorn de Batman, Parc Juràssic, Stàlker, 2001: una odissea de l'espai, Mulholland Dr., Beetlejuice, El cavaller fosc, Heat i Se7en.
L'octubre de 2022, Anvari va escriure una carta oberta instant a la indústria de l'entreteniment a "amplificar la veu" dels manifestants de Mahsa Amini i "donar esperança als joves de l'Iran que el món està escoltant als seus càntics per la llibertat."

## Filmografia

### Cinema
- Two & Two (2011) (Short)
- Under the Shadow (2016)
- Wounds (2019)
- I Came By (2022)
- Quarta pel·lícula sense títol de Cloverfield (TBA)[8]
- Hallow Road (TBA)

### Televisió
- Monsterland (2020) (Episodi: "Newark, NJ")

### Productorr
- Asphalt City (2023) (productor executiu
- The Front Room (TBA)